# Лучевая артерия
Лучевая артерия (лат. arteria radialis) —  основная артерия латеральной части предплечья, является продолжением плечевой артерии.

## Ход артерии
Лучевая артерия возникает из бифуркации (раздвоения) плечевой артерии в локтевой ямке. Она проходит дистально по передней части предплечья, затем огибает латеральный край запястья, переходя на тыльную сторону ладони, проходя через анатомическую табакерку и между головками первой дорсальной межкостной мышцы. Далее артерия вновь проникает на переднюю сторону ладони, проходя в первом межкостном промежутке между основаниями I и II пястных костей, принимая участие в образовании глубокой ладонной дуги (соединение лучевой и локтевой артерий).
По своему ходу лучевая артерия сопровождается веной с аналогичным названием — лучевой веной (лат. vena radialis).

## Ветвление
Ветви лучевой артерии можно разделить на три групп:

### В предплечье
- Лучевая возвратная артерия (лат. a. radialis recurrens) — сосуд, который ответвляется от лучевой артерии почти в самом её начале, недалеко от локтевой ямки. Далее она направляется вверх, образуя анастомоз с лучевой коллатеральной артерией (лат. a. radialis collateralis) на уровне локтевого сустава (участвуя в создании локтевой артериальной сети).
- Ладонная запястная ветвь (лат. ramus carpalis palmaris) — небольшой сосуд, который отходит у нижней границы квадратного пронатора.
- Поверхностная ладонная ветвь (лат. ramus palmaris superficialis) — сосуд, отходящий от лучевой артерии там, где этот сосуд собирается обогнуть латеральный край  запястья.

### На запястье
- Дорсальная запястная ветвь лучевой артерии (лат. ramus carpalis dorsalis) — небольшой сосуд, который отходит под сухожилиями разгибателей большого пальца.
- Первая тыльная пястная артерия (лат. a. metacarpea dorsalis prima) отходит непосредственно перед тем, как лучевая артерия проникает на переднюю сторону ладони, и почти сразу делится на две ветви, которые снабжают обращённые друг к другу стороны большого и указательного пальцев; латеральная сторона большого пальца получает ветвь непосредственно от лучевой артерии.

### На ладони
- Первая артерия большого пальца (лат. a. princeps pollicis) ответвляется от лучевой артерии там, где она поворачивается на ладонную часть кисти.

- Лучевая артерия указательного пальца (лат. a. radialis indicis) отходит недалеко от предыдущей артерии.

- Глубокая ладонная дуга (лат. acrus palmaris profundus) конечная часть лучевой артерии.

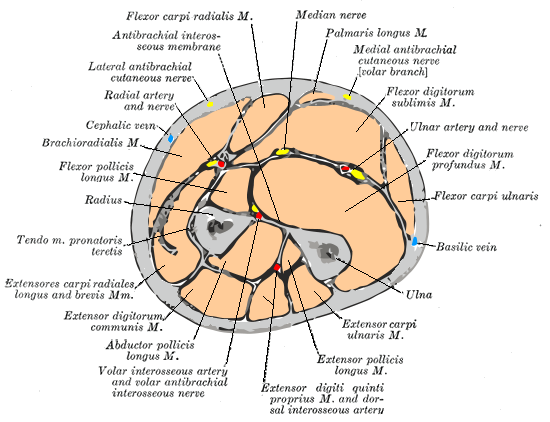
Поперечное сечение через середину предплечья

## Вариации
Менее чем у 1% населения в анатомической табакерке лучевая артерия проходит поверхностно. Эта вариация может быть ошибочно принята за головную вену руки (лат. v. cephalica), тогда возможны случаи ошибочной инъекции в артерию.
У 4—8 % людей лучевая артерия отделяется от срединной артерии, которая у большинства отсутствует.

## Клиническое значение
Лучевую артерию используют для подсчёта пульса. Удобнее всего её прощупывать при проходе через анатомическую табакерку. Также лучевая артерия используется для коронарографии и стентирования и становится всё более популярной среди Рентгенэндоваскулярных хирургов.
Лучевую артерию часто используют в ходе процедуры получения газоанализа артериальной крови. До осуществления данной процедуры может проводиться тест Аллена.